# Подгородне-Петровское
Подгоро́дне-Петро́вское (укр. Подгороднє-Петровське, крымскотат. Podgorodne-Petrovskoye, Подгородне-Петровское) — село, вошедшее в состав Симферополя, располагавшееся на восточной окраине города, за Петровскими скалами (исконное название — гора Керменчик), на левом берегу Салгира. Сейчас район города Петровская балка.

## История
Строительство села, судя по доступным источникам, было начато по распоряжению князя Потёмкина, отставными солдатами началось в августе — сентябре 1784 года (одновременно с закладкой Симферополя). Основанную слободу назвали Петровской — видимо, по имени смотрителя поселения капитана Вятского пехотного полка Петра Ванникова, датой основания принято считать 28 октября 1784 года — этим днём помечен рапорт капитана Ванникова, в котором он писал «…построено поселенными солдатами двадцать мазанок, в которых оне жить будут…». Видимо, на выбор места повлиял расположенный здесь обильный источник, впоследствии — Петровский фонтан. Имеются данные, что уже в 1785 году в слободе проживало более 500 человек. После восстановления 8 (20) октября 1802 года Таврической губернии разделения её на уезды и волости, Петровскую Слободу приписали к Симферопольскому уезду, видимо, к Эскиординской волости. В Ведомости о всех селениях, в Симферопольском уезде состоящих… 1805 года русские сёла идут отдельным списком, и в слободе Подгородняя записаны 29 дворов и 118 жителей, на карте генерал-майора Мухина 1817 года отмечена Слобода Петровская с 12 дворами. В результате реформы волостного деления 1829 года слободу, согласно «Ведомости о казённых волостях Таврической губернии 1829 года», приписали к Сарабузской волости. На карте 1836 года в деревне 13 дворов, а на карте 1842 года обозначена слобода Петровская без указания числа дворов
В 1860-х годах, после земской реформы Александра II, деревня осталась в составе преобразованной Сарабузской волости. В «Списке населённых мест Таврической губернии по сведениям 1864 года» по результатам VIII ревизии 1864 года записана Подгородне-Петровская, также употреблено название Петрово, с 25 дворами и 118 жителями при реке Салгире и отмечено, что деревня примыкает к Симферополю. (на трёхверстовой карте 1865—1876 года в слободе Петровская 13 дворов). Имеются данные, что постановлением губернского правления 30 апреля 1865 года село было присоединено к городу, но в «Памятной книге Таврической губернии 1889 года», по результатам Х ревизии 1887 года, фигурирует Петровское Сарабузской волости с 43 дворами и 196 жителями. В 1880-х годах в селе уже работал пивоваренный завод, были введены в действие кондитерско-консервные фабрики Абрикосова и Эйнем (есть данные, что фабрика Абрикосова существовала с 1879 года, а Эйнем — с 1884 года).

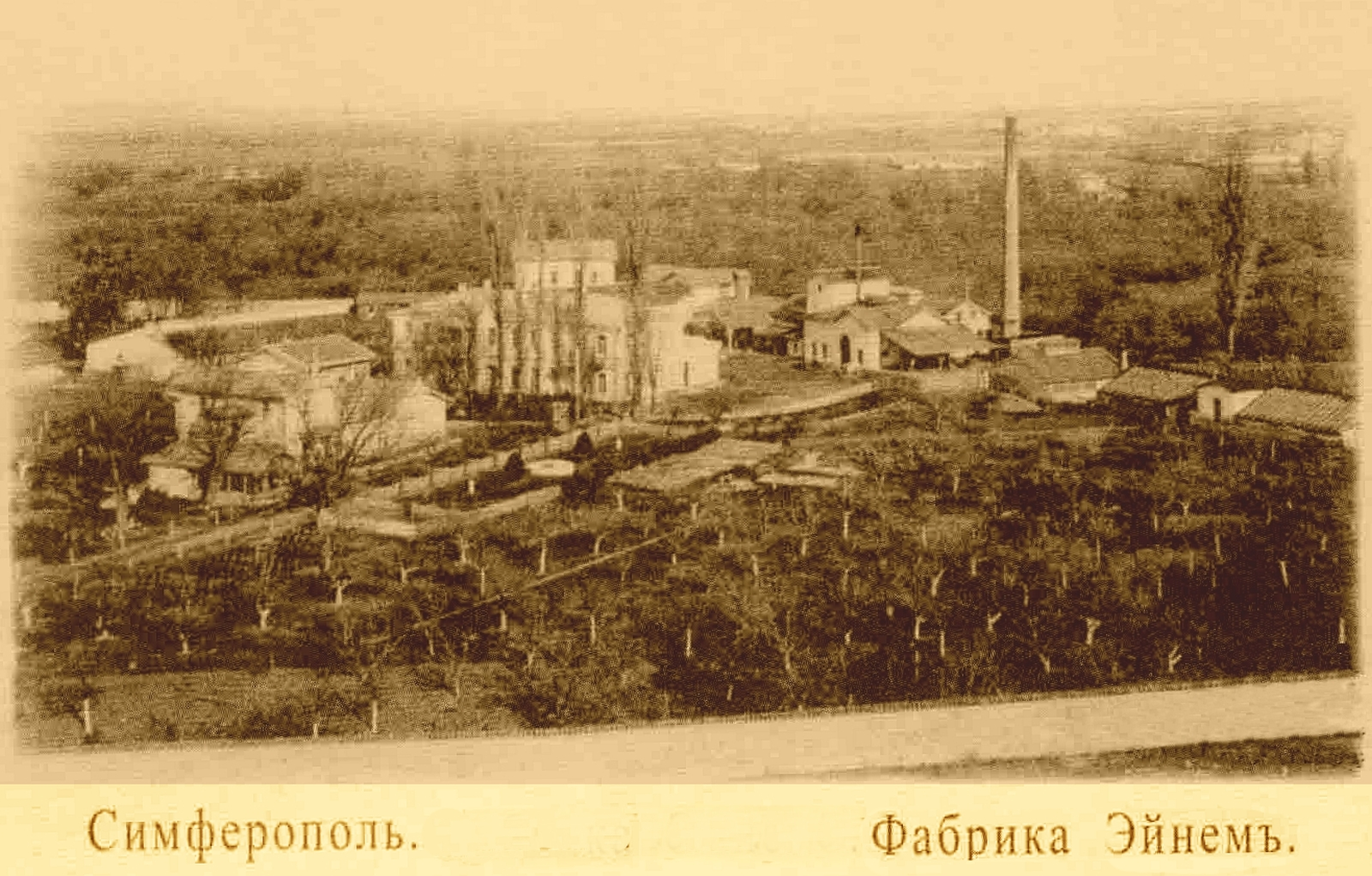
Фабрика Эйнем, , около 1910 года.
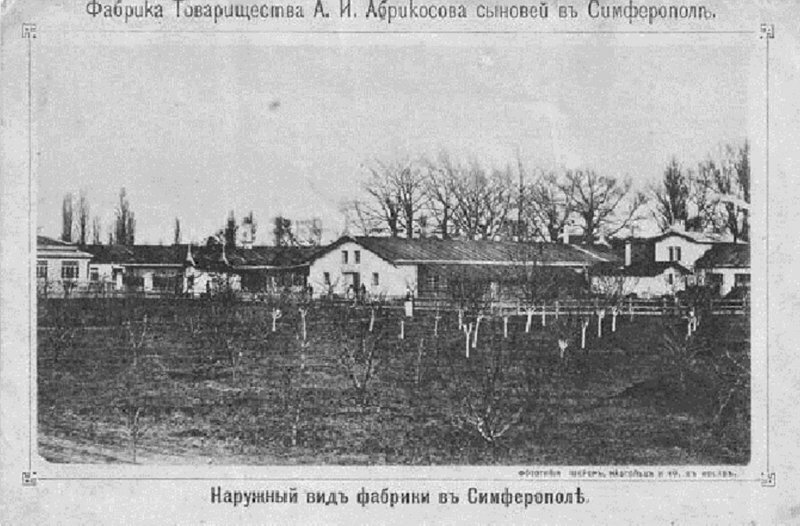
Фабрика Абрикосова, около 1900 года.

После земской реформы 1890-х годов селение сделали центром новой Подгородне-Петровской волости. По «…Памятной книжке Таврической губернии на 1892 год» в деревне Подгородне-Петровское, входившей сельское общество, числилось 183 жителя в 38 домохозяйствах. На подробной карте 1892 года — 38 дворов с русским населением. По «…Памятной книжке Таврической губернии на 1902 год» в деревне Подгородне-Петровское, входившей в Чавкинское сельское общество, числилось 209 жителей в 40 домохозяйствах. В конце XIX — начале XX века в сезон жители селения нанимались в сады на сортировку и упаковку плодов, считаясь лучшими в этом деле. На 1914 год в селении действовали 4 земские школы. По Статистическому справочнику Таврической губернии. Ч.II-я. Статистический очерк, выпуск шестой Симферопольский уезд, 1915 год, в селе Подгородне-Петровское, центре Подгородне-Петровской волости Симферопольского уезда, числилось 57 дворов с русским населением в количестве 232 человек приписных жителей и 50 — «посторонних», из которых 154 мужчины и 128 женщин. Жители владели 259 десятинами удобной земли. В хозяйствах имелось 116 лошадей, 201 корова и 16 голов мелкого скота.
После установления в Крыму Советской власти, по постановлению Крымревкома от 8 января 1921 года была упразднена волостная система и Подгородне-Петровское определили центром Подгородне-Петровского района Симферопольского уезда, а в 1922 году уезды получили название округов. 11 октября 1923 года, согласно постановлению ВЦИК, в административное деление Крымской АССР были внесены изменения, в результате которых был ликвидирован Подгородне-Петровский район и образован Симферопольский и село включили в его состав. Согласно Списку населённых пунктов Крымской АССР по Всесоюзной переписи 17 декабря 1926 года, в пригороде Симферополя Подгородне-Петровское, центре упразднённого к 1941 году Подгородне-Петровского сельсовета Симферопольского района, числилось 153 двора, все крестьянские, население составляло 616 человек, из них 473 русских, 96 украинцев, 21 грек, 4 немца, 3 белоруса, 2 эстонца, 1 латыш, 16 записаны в графе «прочие». Видимо, к этому времени село включили в состав Симферополя, поскольку документальных упоминаний Подгородне-Петровского далее не встречается.

## Динамика численности населения
| - 1805 год — 118 чел. - 1864 год — 118 чел. - 1889 год — 196 чел. - 1892 год — 183 чел. | - 1902 год — 209 чел. - 1915 год — 232/50 чел. - 1926 год — 616 чел. |